# ソウルメトロ
ソウルメトロ（朝鮮語：서울메트로、英語：Seoul Metro）は、2017年5月30日まで大韓民国ソウル特別市で地下鉄を運営していた鉄道事業者（公社）である。本社はソウル特別市瑞草区。
2005年10月27日にソウル特別市地下鉄公社から名称変更をした。
また、2017年5月31日にはソウルメトロとソウル特別市都市鉄道公社の両社を統合しソウル交通公社が発足した。

## 概要
ソウルメトロは、ソウル特別市が地方公企業法にもとづき「ソウル特別市地下鉄公社設置条例」を施行したうえ、100%出資で設立された公社である。なお、地下鉄の建設はソウル特別市地下鉄建設本部（現・ソウル特別市都市鉄道建設本部）が担当した。
よど号ハイジャック事件を契機に、交通部長官の白善燁の申し入れにより、日本からのODAと技術協力を得て、日本の地下鉄で見られる直流1500V・架空電車線方式で1974年に1号線が開通、鉄道庁（現・韓国鉄道公社）広域電鉄との相互直通乗入れも開始した。
現在、全駅においてホームドアの設置が完了し、将来的にはワンマン運転を実施する予定である。
地下鉄1号線～4号線はソウルメトロが、地下鉄5号線～8号線はソウル特別市都市鉄道公社が運営していたが、ソウル市はこれを「ソウル交通公社」として統合し、統合後の英語名は旧社名である「Seoul Metro」が存続する形となった。。そして2017年3月にソウル市議会は統合関連法案を可決し、同年5月31日をもって新会社が発足した。。

## 路線一覧
| 色                                        | 路線名 | 区間                                       | キロ程 |
| ----------------------------------------- | ------ | ------------------------------------------ | ------ |
|                                           | 1号線  | 清凉里駅(124) - 「ソウル駅」駅 (地下)(133) | 7.8km  |
|                                           | 2号線  | 環状線：市庁駅(201) - 市庁駅(201)          | 60.2km |
| 聖水支線：聖水駅(211) - 新設洞駅(211-4)   | 2号線  |                                            | 60.2km |
| 新亭支線：新道林駅(234) - カチ山駅(234-4) | 2号線  |                                            | 60.2km |
|                                           | 3号線  | 紙杻駅(319) - 梧琴駅(352)                  | 38.2km |
|                                           | 4号線  | タンゴゲ駅(409) - 南泰嶺駅(434)            | 31.7km |
|                                           | 9号線  | 新論峴駅(925) - 総合運動場駅(930)          | 4.3km  |

- 9号線は運営を「ソウルメトロ9号線運営株式会社」に委託している。

### 直通運転区間
- 1号線
  - 韓国鉄道公社京元電鉄線逍遥山駅 - 1号線 - 韓国鉄道公社京釜電鉄線経由長項電鉄線新昌駅・京仁線仁川駅・餅店基地線西東灘駅
- 3号線
  - 韓国鉄道公社一山線大化駅 - 3号線
- 4号線
  - 4号線 - 韓国鉄道公社果川線経由安山線烏耳島駅

## 歴史
- 1970年6月9日 - 地下鉄建設本部発足。
- 1971年4月12日 - ソウル駅前 (現：「ソウル駅」駅) - 清凉里 (9.54km) 着工[6]。
- 1974年8月15日 - 1号線開通[7]。
- 1974年10月 - 城東区君子洞の車両基地建設工事着工。
- 1977年10月 - 2号線建設計画発表。
- 1978年3月9日 - 2号線江南区間 (30km) 着工[8]。
- 1979年2月 - 3号線・4号線建設計画確定。
- 1979年3月 - 2号線江北区間（城東 - 往十里 3.1km）着工。
- 1980年2月 - ソウル地下鉄建設株式会社設立登記の総会。
- 1980年 - 2号線江北区間（往十里 - 文来洞 15.7km）着工。
- 1980年2月29日 - 3号線・4号線（10工区 57km）着工。
- 1980年10月31日 - 2号線1段階（新設洞駅 - 総合運動場駅 14.3km）開通。
- 1981年2月 - 地下鉄建設と運営分野を分離、地下鉄運営事業所発足。
- 1981年8月 - ソウル地下鉄建設株式会社解散
- 1981年9月1日 - ソウル特別市地下鉄公社（現・ソウルメトロ）設立（3・4号線建設事業引受）。
- 1982年12月23日 - 2号線2段階（総合運動場駅 - 教大駅 5.5km）開通。
- 1983年8月 - ソウル地下鉄公社庁舎完工。
- 1983年9月16日 - 2号線3段階乙支路区間（聖水駅 - 乙支路入口駅 8km）開通。
- 1983年12月17日 - 2号線舎堂区間（教大駅 - ソウル大入口駅 6.7km）開通。
- 1983年12月 地下鉄機構統合による工事設置条例を改定。
- 1984年1月 - 地下鉄運営事業所をソウル特別市地下鉄公社に統合。
- 1984年5月22日 - 2号線延長区間（ソウル大入口駅 - 乙支路入口駅 19.8km）開通、乙支路循環線（環状線）が完成。
- 1984年9月15日 - 地下鉄建設本部解体（2号線建設事業完了のため）。
- 1985年4月20日 - 4号線1段階（上渓駅 - 漢城大入口駅 11.8km）開通。
- 1985年7月12日 3号線西北区間（旧把撥駅 - 独立門駅 8km）開通。
- 1985年10月18日 - 3号線（独立門駅 - 良才駅 18.2km）と4号線（漢城大入口駅 - 舎堂駅 16.5km）開通。
- 1986年9月 - 1 - 4号線全駅駅務自動化実施。運賃算定を区間制に変更。
- 1987年8月12日 - ソウル地下鉄労働組合設立。
- 1989年11月3日 -  第2期地下鉄建設の為、地下鉄建設本部発足。
- 1991年7月13日 - 3号線延長区間（旧把発駅 - 紙杻駅 1.5km）開通
- 1992年5月22日 - 2号線新亭支線（新道林駅 - 陽川区庁駅 2.7km）開通。
- 1993年4月21日 - 4号線延長区間（タンゴゲ駅 - 上渓駅 1.2km）開通。
- 1993年10月30日 - 3号線延長区間（良才駅 - 水西駅 7.5km）開通。
- 1994年4月1日 - 4号線延長区間（舎堂駅 - 南泰嶺駅 2.2km）開通。
- 1996年2月29日 - 2号線新亭支線延長区間（陽川区庁駅 - 新亭ネゴリ駅 1.9km）開通[9]。
- 1996年3月30日 - 2号線新亭支線延長区間（新亭ネゴリ駅 - カチ山駅 1.4km）開通。
- 1996年12月31日 - 2号線合井駅 - 堂山駅間に架かる堂山鉄橋で欠陥の発覚により、同区間の運転午後11時頃から見合わせ、翌年1月1日よりバス代行輸送を開始[10][11]。
- 1999年11月22日 - 工事終了により環状運転再開[12]。
- 2002年12月 - ソウル地下鉄公社1時間延長運転。
- 2003年9月 - 首都圏電鉄区間延長運転拡大。
- 2004年7月1日 - ソウル市大衆交通運賃体系改編・運賃算定を対距離制に変更。新交通カードシステムT-money導入。
- 2005年10月27日 - 社名をソウルメトロへ変更。
- 2009年12月21日 - 釜山-金海軽電鉄の運営事業者に選定される[13]。
- 2010年
  - 2月2日 - 金海市、釜山交通公社とともに釜山-金海軽電鉄の運営子会社「釜山金海軽電鉄運営(株)」（BGM）を設立[14]。
  - 2月18日 - 3号線延長区間（水西駅 - 梧琴駅 3.0km）開通。
- 2011年7月1日 - 接近メロディを導入。
- 2014年5月2日 - 2号線上往十里駅で負傷者約240人を出す追突事故[15]。

- 2014年7月 - 内部のオンラインシステムのサーバーが、北朝鮮とみられるサイバーテロ組織にクラッキングされた際に、職員たちが当時、クラッキングの被害に遭った証拠が含まれているハードディスクを無断でフォーマットし、懲戒処分を受けた。また、この時期を含む2013年1月から2015年10月までの間、列車運行制御用コンピューター（TCC）4台のうち、地下鉄2号線を担当するコンピューターが、複数のウイルスに感染していたことが、2016年のソウル市監査委員会による監査で確認された[16]。
- 2017年
  - 4月17日 - 釜山-金海軽電鉄運営（BGM）を解散（釜山-金海軽電鉄株式会社（BGL）に統合、資本関係がなくなる）[17]。
  - 5月31日 - ソウル特別市都市鉄道公社と統合、「ソウル交通公社」発足

## 運賃
大人普通運賃（単位:ウォン）。子供半額。2007年4月1日現在。
| キロ程      | 交通カード | 普通運賃 |
| ----------- | ---------- | -------- |
| 初乗り10km  | 900        | 1000     |
| 11 - 15km   | 1000       | 1100     |
| 16 - 20km   | 1100       | 1200     |
| 21 - 25km   | 1200       | 1300     |
| 26 - 30km   | 1300       | 1400     |
| 31 - 35km   | 1400       | 1500     |
| 36 - 40km   | 1500       | 1600     |
| 41 - 50km   | 1600       | 1700     |
| 51 - 60km   | 1700       | 1800     |
| 61 - 70km   | 1800       | 1900     |
| 71 - 80km   | 1900       | 2000     |
| 81 - 90km   | 2000       | 2100     |
| 91 - 100km  | 2100       | 2200     |
| 101 - 110km | 2200       | 2300     |
| 111 - 120km | 2300       | 2400     |
| 121 - 130km | 2400       | 2500     |
| 131 - 140km | 2500       | 2600     |
| 141 - 150km | 2600       | 2700     |
| 151 - 160km | 2700       | 2800     |
| 161 - 170km | 2800       | 2900     |
| 171 - 180km | 2900       | 3000     |
| 181 - 190km | 3000       | 3100     |

但し、首都圏内区間と首都圏外区間（ソウル市・仁川広域市・京畿道外）を連続して乗車する場合は、乗車距離に応じで以下の運賃（単位:ウォン）を加算する。
| キロ程    | 運 賃 |
| --------- | ----- |
| 1 - 4km   | 100   |
| 5 - 8km   | 200   |
| 9 - 12km  | 300   |
| 13 - 16km | 400   |
| 17 - 20km | 500   |

- 首都圏電鉄全区間をまとめて距離比例制で最短距離で計算をする。
- ICカードである交通カード若しくはT-moneyには青少年用・子供用があり、それぞれ交通カード運賃から25％・50％割引。

## 保有車両
- 1000系電車
- 旧1000系電車
- 2000系電車
- 旧2000系電車
- 3000系電車
- 旧3000系電車
- 4000系電車
- 旧4000系電車